# 天文學通報
《天文學通報》是最早的幾個天文領域的學術期刊，於1821年由德國天文學家海因里希·克里斯蒂安·舒马赫（Heinrich Christian Schumacher）成立。該期刊宣稱是所有還在出刊的天文期刊中最早發行的。該期刊現在主要的領域集中在太陽物理學、星系天文學、宇宙學、地球物理學。

## 早期歷史

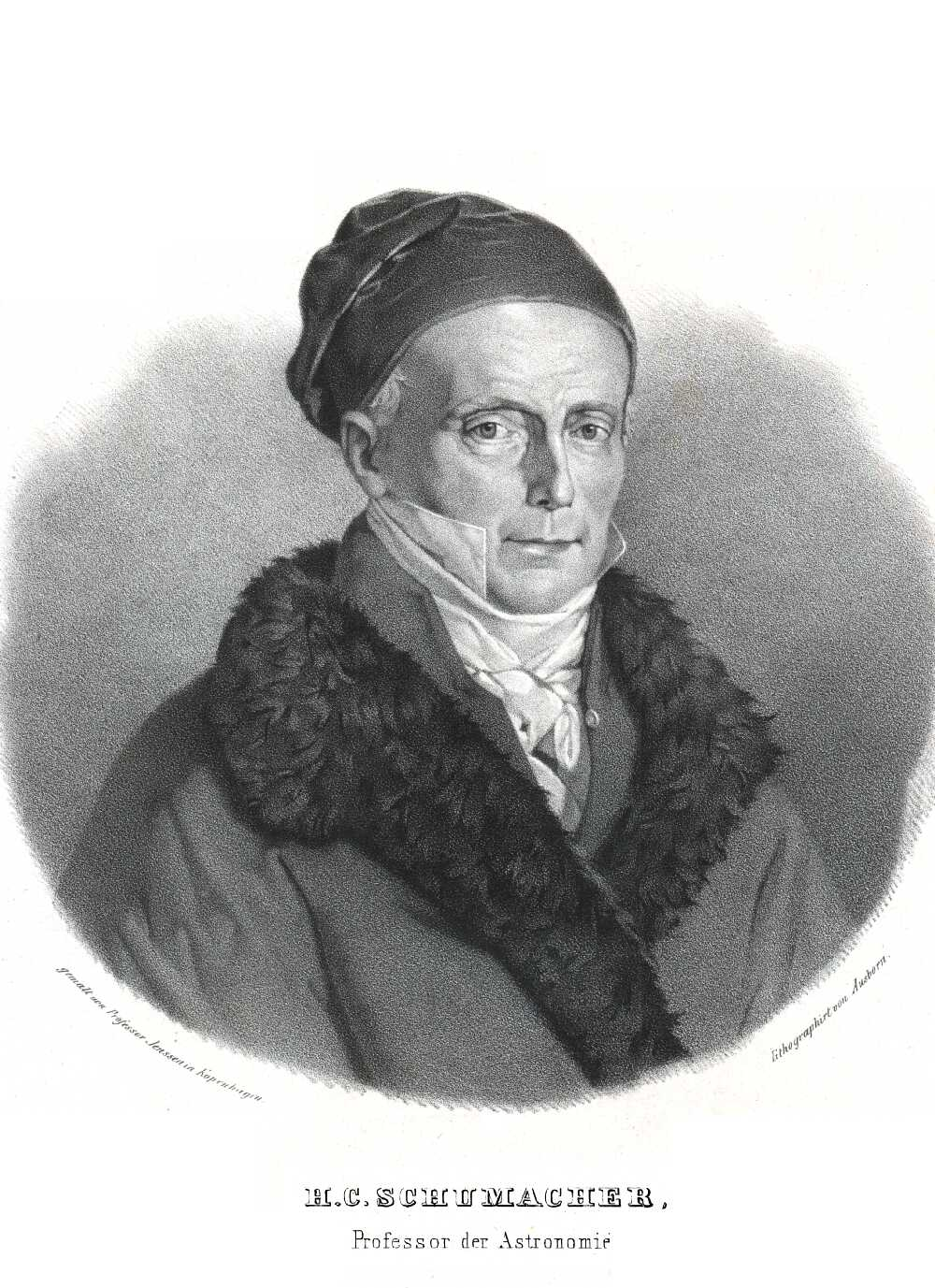
創立編輯海因里希·克里斯蒂安·舒马赫 (1780-1850)

該期刊是在1821年由海因里希·克里斯蒂安·舒马赫 發行，由丹麥國王克里斯蒂安八世贊助。天文學通報很快成為世界上領導地位的專業天文期刊，並繼承了其他發行失敗或者沒有達到與它一樣名聲的天文期刊。舒馬赫在今日漢堡（當時屬丹麥）的阿通納天文台進行編輯工作。
舒馬赫在該期刊發行的前31年（直到他在1850年去世）擔任總編輯。最早的這幾期每期都有數百頁，主要由寄給舒馬赫的信件編輯而成，這些信件都是寄信的天文學家報告觀測結果。天文學通報相當成功，舒馬赫在這些年收到數百人寄送的數千封郵件。這些信件都以寄件者的語言發表，主要是德文，但也有英文、義大利文等其他種文字。

天文學通報的名譽被英國天文學家約翰·赫歇爾（不久之後出任英國皇家天文學會秘書）於1840年寄給丹麥國王的一封信中認可：
|  | ...one of the most remarkable and influential astronomical works, which have ever appeared and which, while operating more beneficially on the progress of its Science than any similar work of modern times [has] made your Majesty's city of Altona ... the astronomical centre of the civilised world. |

其他天文期刊也在同時期成立，例如1827年英國的皇家天文學會月報（Monthly Notices of the Royal Astronomical Society）。1850年美國天文學家班傑明·阿普索普·古爾德在美國成立天文期刊（Astronomical Journal）。

## 近期歷史

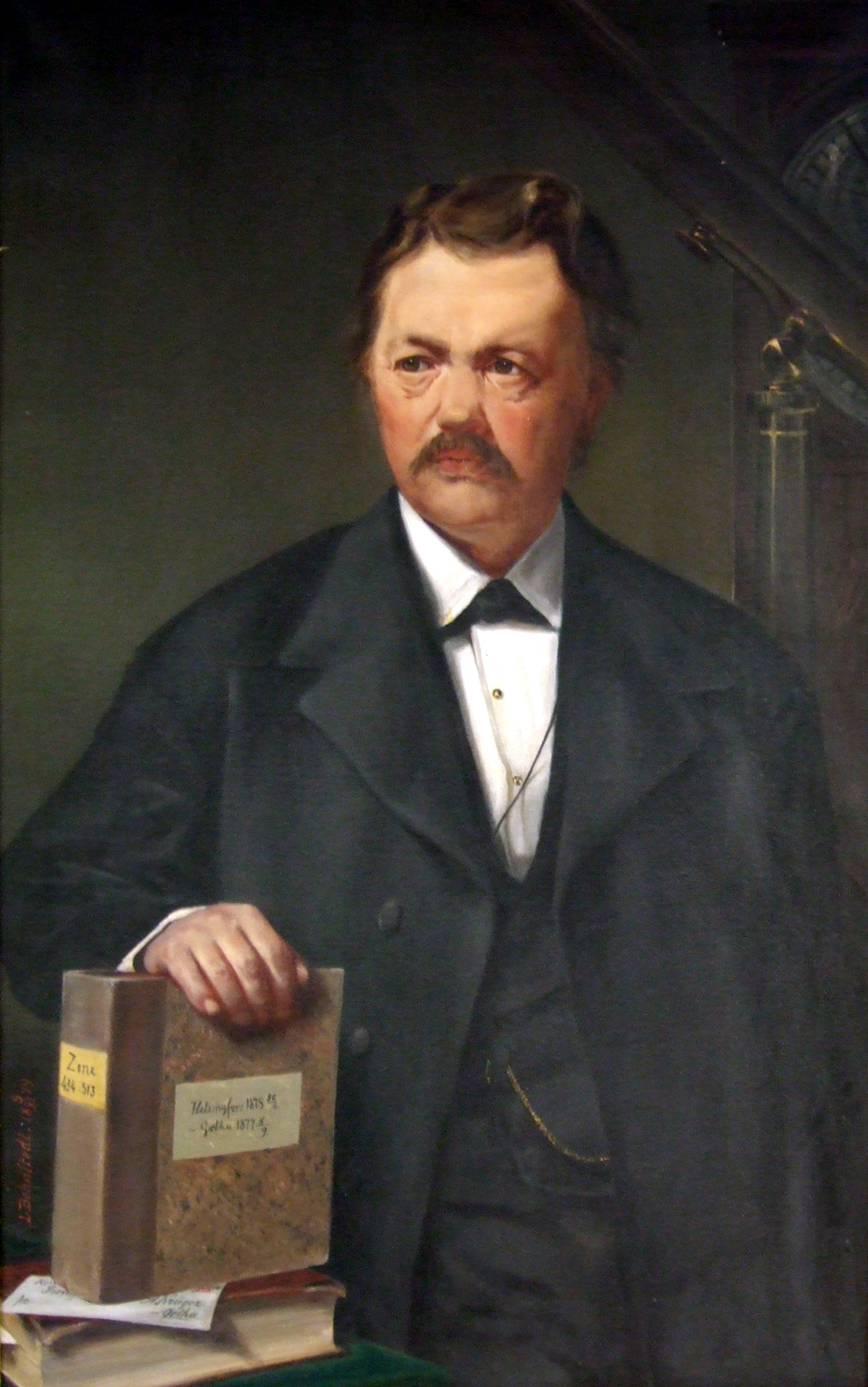
天文學通報第四任編輯阿達爾伯特·克魯格 (1881年-1896年)。

舒馬赫去世後，在舒馬赫身邊工作24年的阿道夫·柯尼勒斯·彼得森（Adolphus Cornelius Petersen）在1825年接任編輯和天文台臨時台長。彼得森在1854去世後由丹麥天文學家托馬斯·克勞森（Thomas Clausen）協助編輯工作。
1854年開始，德國天文學家克里斯蒂安·奧古斯特·弗里德里希·彼得斯,（Christian August Friedrich Peters）接任編輯和天文台台長。1872年天文台遷移到基爾，比德斯也跟著遷到基爾繼續編輯工作直到1880年去世，晚年他的兒子卡爾·弗里德里希·威廉·彼得斯協助進行編輯工作。天文學通報直到1938年都在基爾進行編輯。
彼得斯去世後，阿達爾伯特·克魯格（Adalbert Krueger）成為天文台新台長和天文學通報新任編輯直到1896年去世。這時候的天文學通報是德國天文學會（Astronomische Gesellschaft）的一部分。1896年至1907年的編輯是德國天文學家海因里希·克魯茲（Heinrich Kreutz）。 
1907至1938年的編輯則是德國天文學家赫爾曼·科寶（Hermann Kobold）。
科寶於1938退休後，編輯部遷移到了柏林。第二次世界大戰期間天文學通報由天文學計算研究所（Astronomisches Rechen-Institut） 出版。1945年研究所搬遷到海德堡，但編輯部仍留在柏林。
戰後天文學通報的編輯由波茨坦天文台台長漢斯·金勒（Hans Kienle）接任。1948年起由German Academy of Sciences Berlin旗下的Akademie-Verlag發行。Kienle的一位學生約翰·維姆普 (Johann Wempe, 1906-1980)自1951年起擔任編輯22年。
1950年至1990年德國統一以前，天文學通報是在東德發行。1974年開始天文學通報以德語和英語同時發行，1990年起改由VCH發行。
1996年至今因為VCH公司被約翰威立公司（John Wiley & Sons）併購，天文學通報由Wiley-VCH發行。編輯部至今仍在波茨坦。現任編輯是 K. G. Strassmeier。
直到2007年止，天文學通報總共有43,899篇文章，99,565頁和328卷，出版超過180年。

## 期刊風格

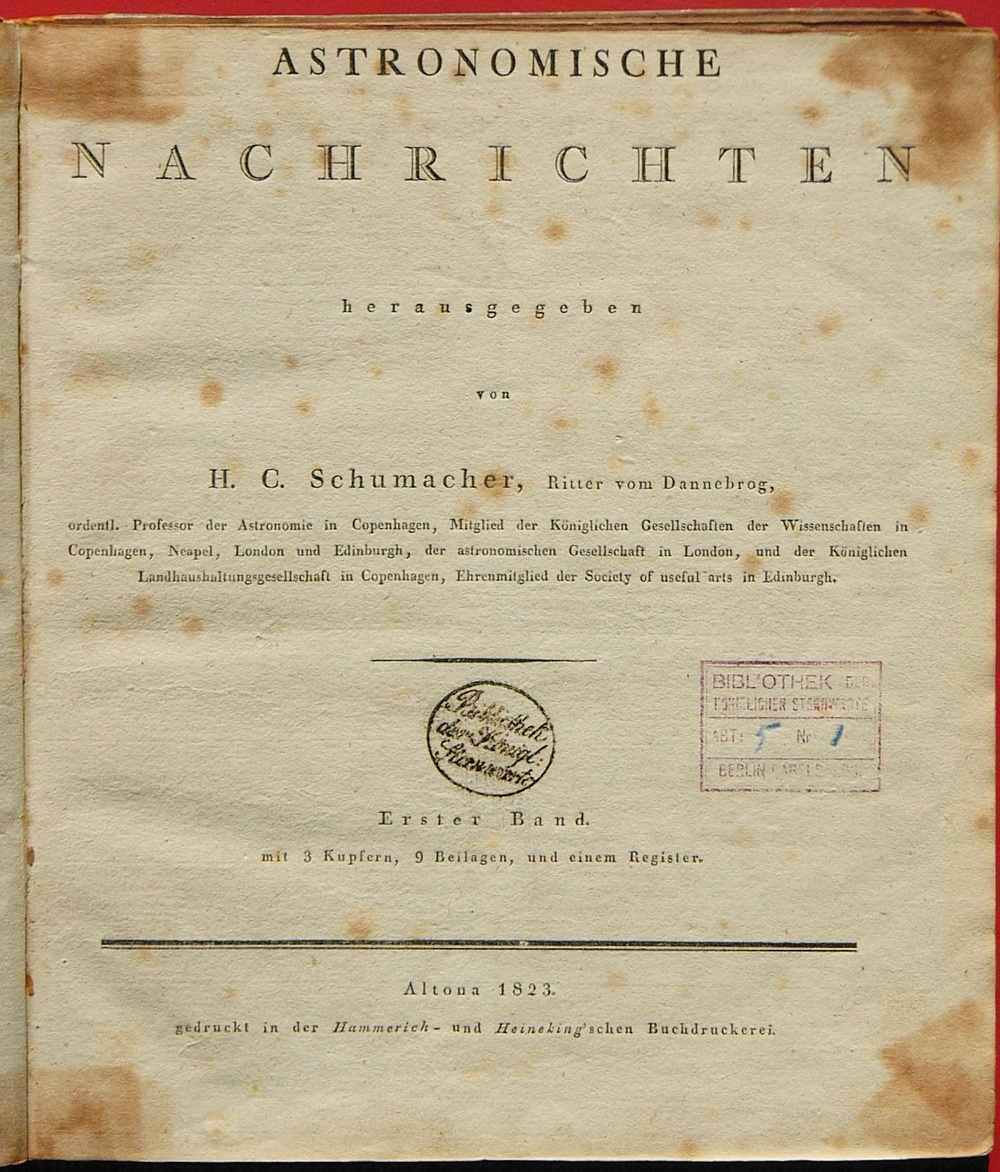
1823年出版的封面

雖然天文學通報是在1821成立，但第一卷的年份是1823年，第一卷總共有33期，516頁。1824年的第二卷總共34期497頁。除了1830年至1832年這段期間只在1831年出版以外，每卷大約有20至30期直到1846年。之後直到1884年一年幾乎都出兩卷。1884年總共出版五卷。1884年至1914年每年出版三卷以上。1915至1919年發行量較少，1916和1919年只出版一卷。1920年至1940年每年幾乎都出版三卷。1941和1943年只出版一卷，1944年至1946年因為柏林在戰爭中遭到毀滅而停刊。1947年至今每年至少出版一卷，但在1950年代、1960年代和1970年代有數年未出刊。1974年至1996年每年至少出版六卷，每卷約300至400頁。
約翰威立接手後，直到2003年起每年總共發行九期。2004年起每年發行十期。

## 外部連結
- Official web page
- First editorial by Heinrich Christian Schumacher in 1823 (German Wikisource)
- Astronomische Nachrichten: News in Astronomy and Astrophysics 1823-1998 Archive.today的存檔，存档日期2012-12-16 - backcatalogue from Wiley InterScience
- Astronomische Nachrichten search link （页面存档备份，存于） from NASA's Astrophysics Data System (alternative way to access old issues)
- Astronomische Nachrichten entry from Journal Info